# E-prime
La langue E-Prime (abréviation de English-Prime, parfois notée E’) se définit comme un sous-ensemble de la langue anglaise qui exclut toutes les formes du verbe « être ». Ainsi, E-Prime ne permet ni de conjugaisons à to be (am, are, is, was, were, be, been, being), ni les formes archaïques (par exemple art, wast, wert), ni les contractions ('s,'m, 're).
Certains chercheurs préconisent l'utilisation d'E-Prime comme un moyen pour éclaircir sa pensée et de renforcer l'écriture. Par exemple, la phrase « le film était bon » pourrait se traduire en E-Prime par « J'ai aimé le film » ou par « le film m'a fait rire ». Les versions en E-Prime visent à communiquer l'expérience de l'orateur plutôt que son jugement, ce qui rend plus difficile pour l'écrivain ou le lecteur de confondre l'opinion avec les faits.
David Bourland revendique avoir proposé E-prime comme complément à la sémantique générale quelques années après la mort de son créateur, Alfred Korzybski, en 1950.

## Livres
On peut découvrir une Bible en E-prime à cette adresse .

## Logiciels
Des outils permettant d'éliminer les verbes « être » existent.